# Raionul Fălești
Raionul Fălești este un raion din Republica Moldova cu reședința în orașul Fălești.

## Geografie
Raionul Fălești este situat în partea de nord-vest al Republicii Moldova, la o distanță de 125 km de la capitala Chișinău.
Teritoriul raionului Fălești ocupă o suprafață de 1 072 km2.
Condițiile climaterice se caracterizează prin mișcarea generală a maselor de aer ale atmosferei de la vest spre est. Climatul este temperat continental, cele patru anotimpuri fiind bine evidențiate.
Relieful raionului cuprinde coline, pășuni, iazuri și lacuri.
Pădurile se întind pe o suprafață de 11 066 ha, pășunile 18 077 ha și suprafețele acvatice 3 903 ha. Condițiile de climă și de relief au dat ca urmare formarea unei flore bogate și mixte în ce privește compoziția ei.
Solul conține resurse materiale importante pentru construcție: lut, nisipuri, pietriș etc.
Resursele vegetale sunt bogat reprezentate de plante lemnoase cum ar fi specii de foioase ca salcâmul, arțarul și stejarul. Fauna este reprezentată de iepuri de câmp, vulpi, mistreți, lupi etc. Specii de păsări întâlnite: cocostârci, rațe sălbatice, ciocănitori, pițigoi etc. Bogat în iazuri și ape curgătoare, raionul este o sursă de pești: crap, caras, biban.
Pe malul Prutului se întinde rezervația științifică Pădurea Domnească.

## Demografie

### Statistici vitale
Principalii indicatori demografici, 2013:
- Natalitatea: ▼1 009 (11,0 la 1 000 locuitori)
- Mortalitatea: ▼1 149 (12,5 la 1 000 locuitori)
- Spor natural: -140

### Structura etnică
| Grup etnic       | Populație | % Procentaj* |
| ---------------- | --------- | ------------ |
| Moldoveni/Români | 76 169    | 84,33%       |
| Ucraineni        | 10 711    | 11,86%       |
| Ruși             | 3 064     | 3,39%        |
| Țigani           | 57        | 0,06%        |
| Alții            | 319       | 0,36%        |

## Social
Asistența medicală primară este asigurată de 46 de medici de familie (26 în mediul rural, 20 în mediul urban). în raion funcționează 8 centre de sănătate, 1 policlinică, 29 de oficii ale medicilor de familie, 10 farmacii, 105 medici, 421 de cadre sanitare medii, 11 stomatologi.
Transportul de bunuri și persoane în raion se face pe calea ferată sau pe drumuri publice.
Ramurile principale ale economiei sunt agricultura și industria prelucrătoare.
În raionul Fălești societatea civilă este reprezentată de diferite organizații inclusiv peste 40 de organizații neguvernamentale.
Legătura cu teritoriul României se face prin punctele vamale Sculeni și Costești.

## Cultură
Rețeaua bibliotecilor publice din raionul Fălești cuprinde 51 de unități: 50 de biblioteci și filiale comunale și o bibliotecă raională; cea din urmă asigură coordonarea metodologică și organizează formarea profesională continuă a personalului de specialitate din rețea.

## Personalități
- Eugenia Crușevan (1889-1976), prima femeie-avocat din Basarabia
- Ion Dumeniuc (1936-1992), lingvist și publicist
- Octavian Mahu (1977), politician, primar de Bălți (2011)

## Administrație și politică
Președintele raionului Fălești este Vadim Roșca (PSDE), ales la 25 decembrie 2023.
Componența Consiliului Raional Fălești (33 de consilieri), ales la 5 noiembrie 2023, este următoarea:
|  | Partid                                       | Consilieri | Componență | Componență | Componență | Componență | Componență | Componență | Componență | Componență | Componență |
|  | -------------------------------------------- | ---------- | ---------- | ---------- | ---------- | ---------- | ---------- | ---------- | ---------- | ---------- | ---------- |
|  | Partidul Nostru                              | 9          |            |            |            |            |            |            |            |            |            |
|  | Partidul Socialiștilor din Republica Moldova | 8          |            |            |            |            |            |            |            |            |            |
|  | Partidul Social Democrat European            | 7          |            |            |            |            |            |            |            |            |            |
|  | Partidul Acțiune și Solidaritate             | 6          |            |            |            |            |            |            |            |            |            |
|  | Partidul „Renaștere”                         | 1          |            |            |            |            |            |            |            |            |            |
|  | Partidul Comuniștilor din Republica Moldova  | 1          |            |            |            |            |            |            |            |            |            |
|  | Platforma Demnitate și Adevăr                | 1          |            |            |            |            |            |            |            |            |            |

## Diviziuni administrative
Raionul Fălești are 76 localități: 1 oraș, 30 comune și 43 sate.